# Pepe the Frog

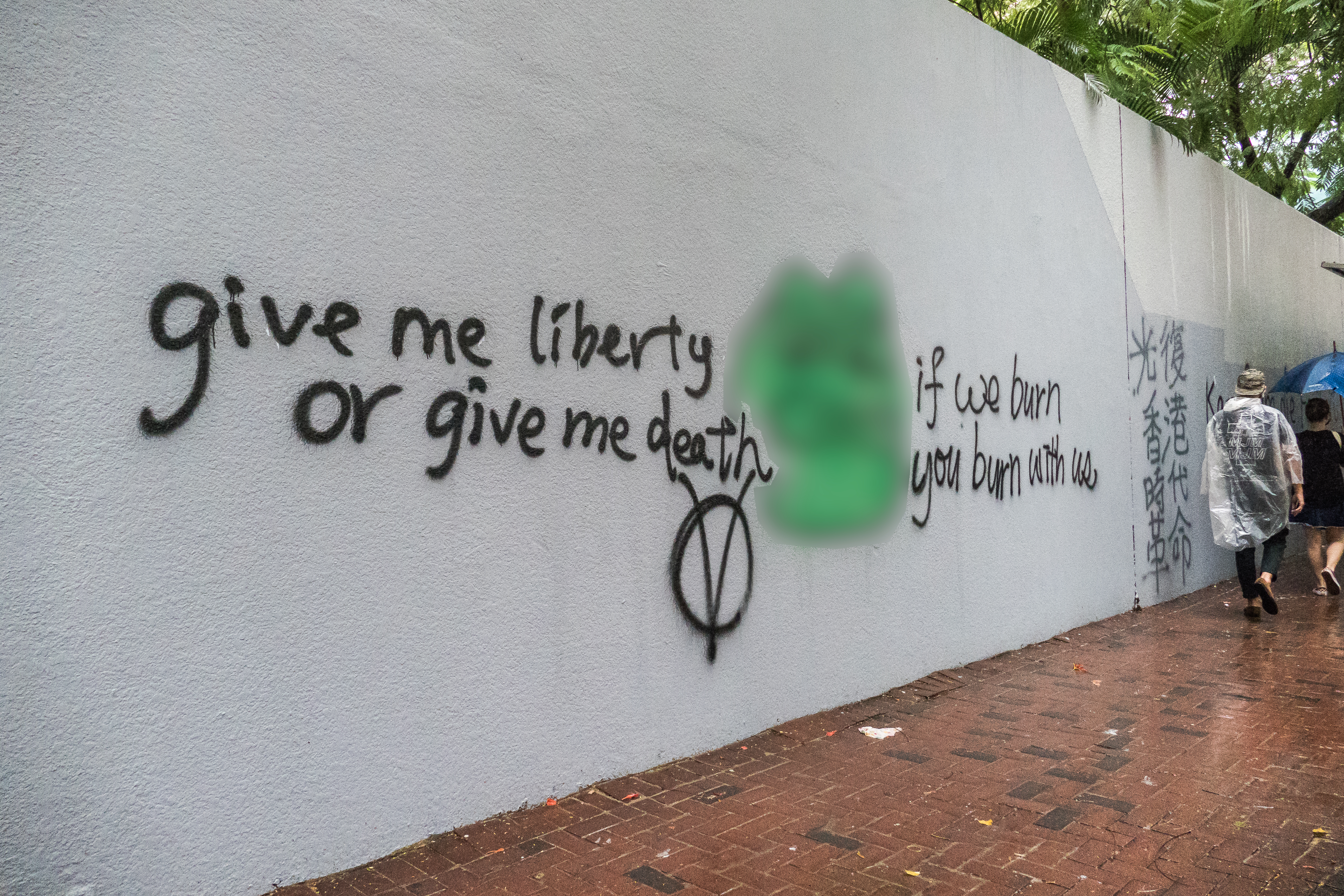
Graffiti w Hongkongu przedstawiające Pepe

Pepe the Frog (Żaba Pepe) – mem internetowy przedstawiający zieloną antropomorficzną żabę o humanoidalnym ciele. Postać Pepe pochodzi z komiksu Boy’s Club z 2005 roku autorstwa Matta Furie. Jako mem Pepe zdobył popularność w 2008, m.in. w serwisach Myspace, Gaia Online i 4chan. Do 2015 roku stał się jednym z najpopularniejszych memów używanych na 4chanie i Tumblrze.
Apolityczna postać Pepe została uznana w latach 2015–2016 za symbol ruchu alt-right. Liga Antydefamacyjna włączyła Pepe do swojej bazy symboli nienawiści w 2016 roku, jednak stwierdziła, że w większości przypadków użycia postaci Pepe, nie jest ona wykorzystywana w kontekście nienawiści. Matt Furie publicznie wyraził swoje niezadowolenie z powodu używania Pepe jako symbolu nienawiści. Symbol Pepe używany był przez protestujących w czasie protestów w Hongkongu w latach 2019–2020.
Pepe pozostaje rozpoznawalną postacią na wielu platformach społecznościowych, takich jak 4chan, Twitch, Reddit i Discord.